# Dmitri Pojarski

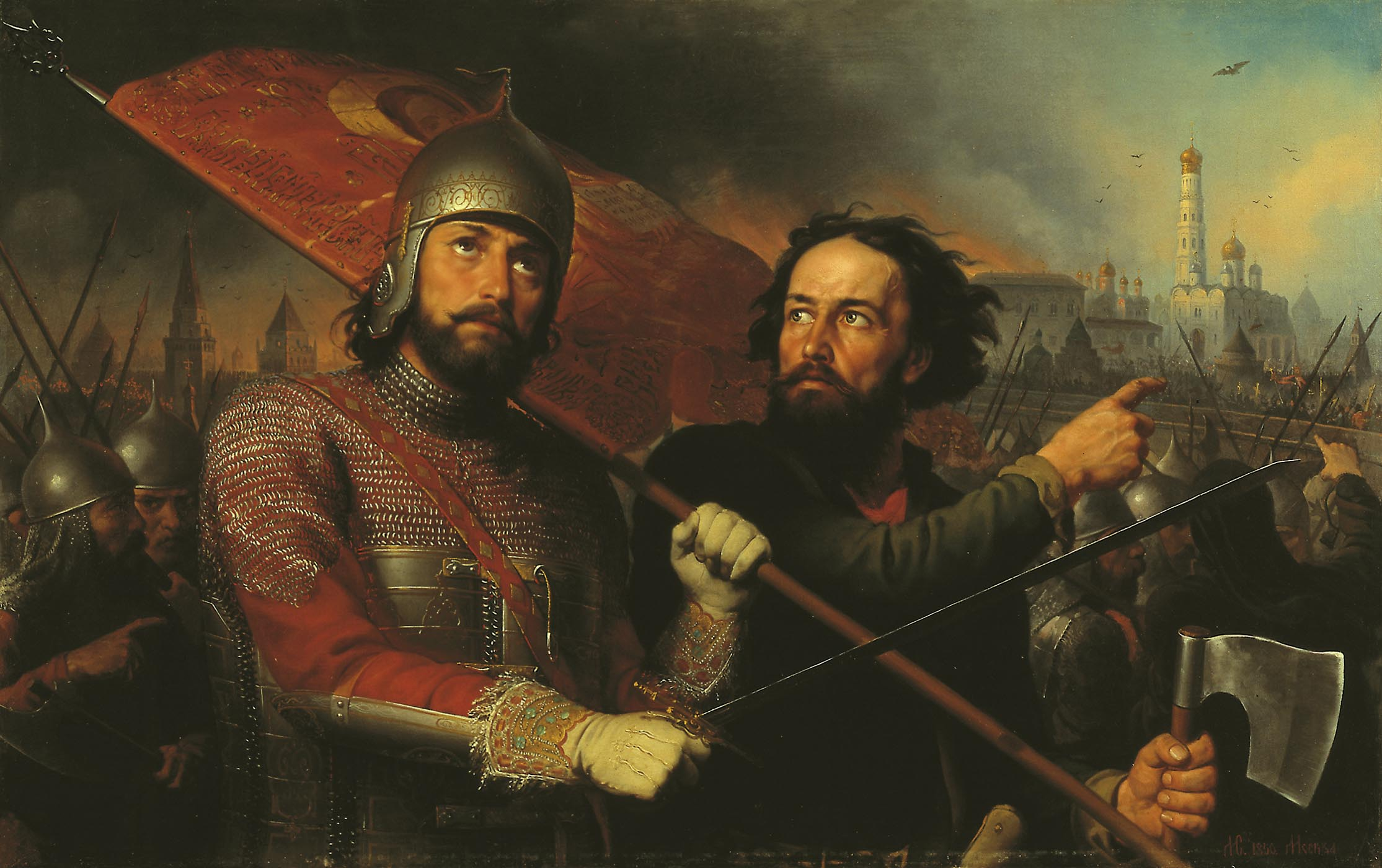
„Pojarski (în stânga) cu Kuzma Minin”, pictură de Mihail Ivanovici Skotti.

Dmitri Mihailovici Pojarski (rusă Дми́трий Миха́йлович Пожа́рский; n. 1 noiembrie 1577 – d. 20/30 aprilie 1642, Moscova, Țaratul Rusiei) a fost un prinț din dinastia rusă Rurik, care a fost conducătorul revoltei ruse contra ducatului lituano-polonez. El a reușit cu ajutorul lui Kuzma Minin să organizeze o trupă militară formată din voluntari din Novgorod, Cei doi au reușit împreună cu populația Moscovei, în toamna anului 1612 să elibereze Moscova de trupele poloneze aflate sub conducerea lui Jan Karol Chodkiewicz. Monumentele celor doi eroi naționali ruși se află în Piața Roșie din Moscova.